# Real Aeroclub de Lérida
El Real Aeroclub de Lérida (en catalán Reial Aeri Club de Lleida) es una asociación deportiva dedicada a la práctica y la promoción de las actividades aeronáuticas en las tierras de Lérida. Actualmente tiene su sede en el Aeropuerto de Lérida-Alguaire.
Hasta el año 2015 gestionaba, por concesión de la Generalidad de Cataluña, el Aeródromo de Alfés en Alfés (Lérida, España).
Desarrolla diversas actividades con la aeronáutica como denominador común; así como otros eventos y rallies aéreos (Rally del caracol). Cabe destacar la Escuela de Pilotos como la más importante, pero también ofrece actividades deportivas , servicios de aerotaxi, de vuelos de ocio y de pupilaje de aeronaves.

## Historia

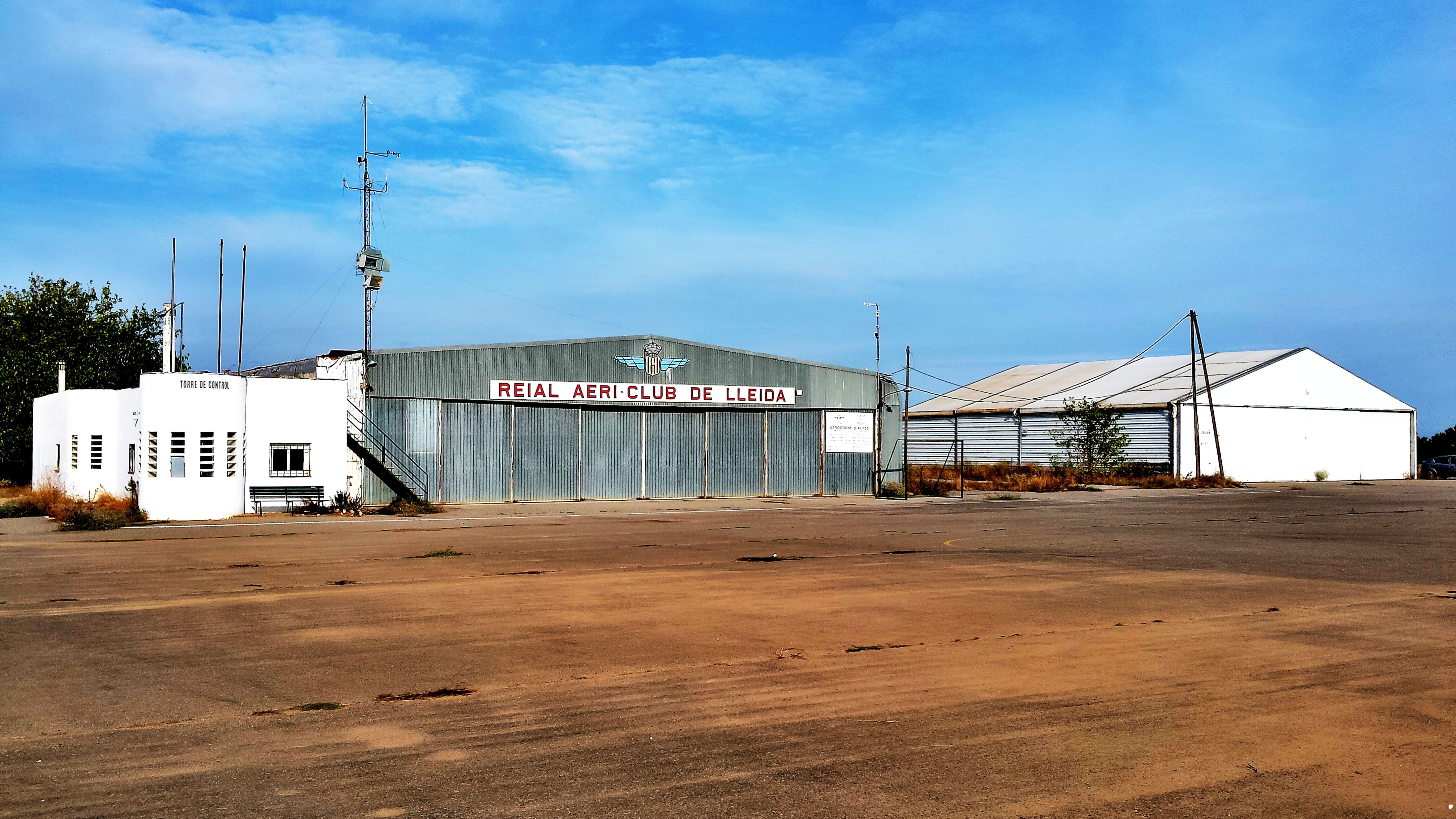
Antiguos hangares del Real Aeroclub de Lérida en el aeródromo de Alfés.

El Real Aeroclub de Lérida es posiblemente la entidad deportiva más antigua de Lérida y el segundo aéreo club más antiguo de Cataluña por fecha de fundación, si bien actualmente es el más antiguo en funcionamiento. Comenzó a operar en el aeródromo privado de José Civit, ubicado en lo que actualmente es el barrio de los Magraners de la capital ilerdense, hasta que en 1929 fue trasladado al aeródromo de Alfés. El primer vuelo fue en mayo de 1911. El realizó el famoso piloto francés Leonci Garnier sobre la ciudad de Lérida, con un aparato de su propiedad, un Blériot XI con motor Anzani de 25 CV.
El 23 de julio de 1929 y con la colaboración de José Canudas, director de la escuela de aviación de Barcelona y gran impulsor de la aviación en Cataluña; y Luis Rosol, se celebró el acto de fundación del Aeroclub, y el 26 del mismo mes se aprobaron los reglamentos de la entidad. A partir de 1948 (después de la Guerra Civil Española y la Segunda Guerra Mundial) José Civit volvió a poner en funcionamiento la entidad. El 22 de julio de 1950 se inaugura oficialmente la escuela de pilotos.
El año 2015, trasladó su sede al Aeropuerto de Lérida-Alguaire durante la presidencia de José María Niubó, y allí sigue el Club en funcionamiento bajo la presidencia de Oscar Vall Esquerda desde las elecciones del año 2021.
Desde el año 2023 vuelven a tener la escuela de vuelo a motor en activo, DTO-091 de AESA, para fomentar el deporte aeronáutico en la provincia de Lérida, con la colaboración de la Diputación de Lérida.

## Flota
El club leridano dispone de dos aviones operativos; entre los que cabe destacar el Piper J-3 Cub (EC-ADS), un avión histórico ya que es la matrícula más antigua de España que sigue en vuelo.
- Dos plazas: Piper J-3 (EC-ADS),
- Cuatro plazas: Piper PA28 (EC-ERC).
Todos los aviones se utilizan en los diferentes actos deportivos que se realizan dentro de los programas anuales del club.
Antiguamente tuvieron también:
- Cessna C152 (EC-FED).
- Cessna C172 (EC-DNX).

## Servicios
- Cursos PPL
- Vuelos bautizos del aire.
- Vuelos de divulgación aeronáutica.
- Alquiler de aeronaves.